# Grand Prix automobile de France 1951
GP précédent GP suivant
Le Grand Prix de France 1951 (XXXVIIIe Grand Prix de l'A.C.F.), disputé sur le circuit de Reims-Gueux le 1er juillet 1951, est la onzième épreuve du championnat du monde de Formule 1 courue depuis 1950 et la quatrième manche du championnat 1951. Il fut également dénommé Grand Prix d'Europe 1951.

## Contexte avant le Grand Prix

### Le championnat du monde
Quatrième épreuve du championnat, le Grand Prix de l'A.C.F., élevé cette année au rang de Grand Prix d'Europe, se déroule deux semaines après le Grand Prix de Belgique, qui fut remporté par l'Alfa Romeo du champion du monde en titre Giuseppe Farina. Avant l'épreuve de Reims, le pilote turinois est en tête du classement, avec deux points d'avance sur son coéquipier et rival Juan Manuel Fangio, malchanceux lors de l'épreuve précédente. À ce jour invaincues, les célèbres Alfetta sont néanmoins menacées dans leur suprématie par les Ferrari 375 F1, également très performantes aux mains d'Alberto Ascari et Luigi Villoresi qui seront secondés pour cette course par l'espoir argentin José Froilán González.

### Le circuit
Cette piste triangulaire très rapide autorise des moyennes de plus de 180 km/h, et fait la part belle à la puissance des moteurs. Ne comptant que trois virages lents, le circuit de Reims-Gueux a pour cadre les plaines céréalières champenoises, mais traverse également le virage de Gueux, où la piste rase les maisons et les murs de briques.

## Monoplaces en lice
- Alfa Romeo 159 « Usine »

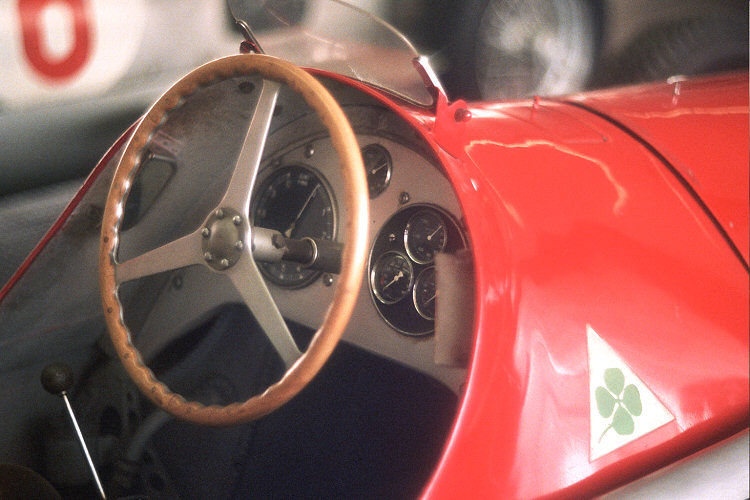
Le poste de pilotage de l'Alfetta, la plus rapide des F1 engagées.

Avec une puissance d'environ 425 chevaux, les Alfetta sont les monoplaces les plus puissantes et les plus rapides du plateau. En contrepartie, leur moteur huit cylindres suralimenté est très gourmand, la consommation sur un circuit rapide est de l'ordre d'un litre et demi de méthanol au kilomètre. Pour l'épreuve de Reims, malgré une capacité de trois cents litres de carburant, les Alfa devront effectuer trois ravitaillements en course. L'écurie milanaise engage ici ses trois pilotes attitrés (Giuseppe Farina, Juan Manuel Fangio et Consalvo Sanesi), qui seront épaulés par le vétéran italien Luigi Fagioli, au volant d'une monoplace légèrement moins puissante, ne bénéficiant pas des dernières évolutions moteur.
- Ferrari 375 F1 « Usine »

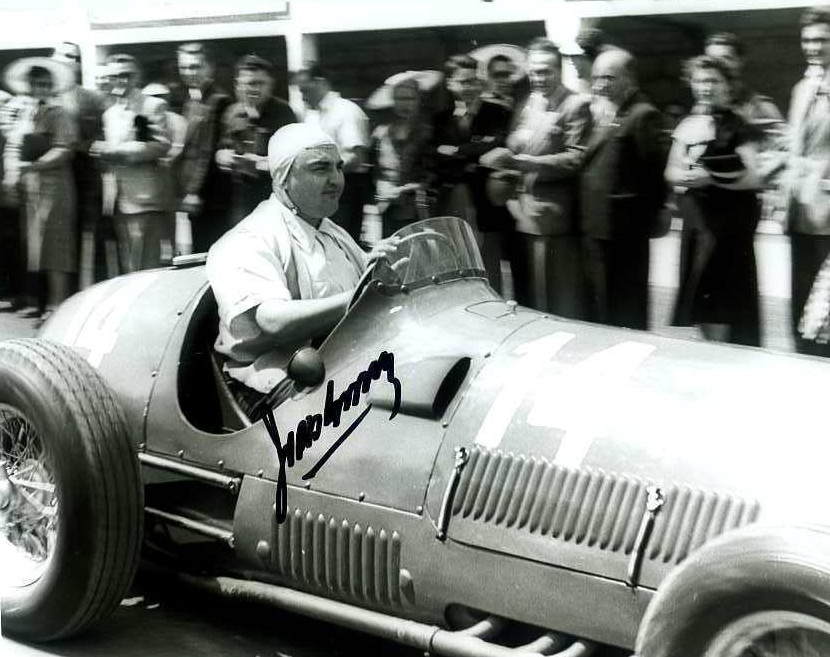
L'Argentin José Froilán González s'est vu confier le volant de la troisième Ferrari, en remplacement de Piero Taruffi.

La Scuderia Ferrari avait initialement engagé quatre monoplaces, trois seulement ont été acheminées à Reims. Alberto Ascari et Luigi Villoresi pilotent leurs voitures habituelles, tandis que Piero Taruffi, légèrement malade, a été jugé inapte par Enzo Ferrari ! C'est le pilote argentin José Froilán González qui a été invité à piloter la troisième monoplace officielle. La puissance du V12 atmosphérique en version double allumage est estimée à 380 chevaux. Un peu moins rapides que les Alfa Romeo, ce sont néanmoins des concurrentes redoutables pour les Alfa Romeo, grâce à leur consommation moindre et un meilleur équilibre en conditions de course. Avec une autonomie de plus de trois cents kilomètres, les Ferrari ne devront effectuer qu'un seul arrêt ravitaillement en course. Jusqu'alors équipées de pneus Pirelli, les Ferrari officielles utilisent à Reims des pneus Englebert.
Deux Ferrari privées britanniques sont également présentes : une ancienne 125 à compresseur alignée par Peter Whitehead, et la 375 F1 Thinwall de Tony Vandervell, que vont se partager Reg Parnell et Brian Shawe-Taylor.
- Simca-Gordini « Usine »

Amédée Gordini a engagé quatre voitures : trois T15 pour les « Mousquetaires » Maurice Trintignant, Robert Manzon et André Simon, ainsi qu'une ancienne T11 pour son fils Aldo, qui fait ici ses débuts en championnat. D'une puissance très modeste (le petit 4-cylindres à simple compresseur développe environ 150 chevaux), ces monoplaces sont aujourd'hui totalement surclassées par leur concurrentes sur les circuits rapides. Il est peu probable que la prestation de l'année précédente (méritoire quatrième place de Manzon favorisée par un fort taux d'abandons) se renouvelle, la concurrence ayant nettement progressé tandis que les petites monoplaces françaises sont loin de bénéficier d'une préparation parfaite, faute de moyens.
- Maserati 4CLT

Enrico Platé a amené deux anciennes 4CLT-48 pour Harry Schell et Emmanuel de Graffenried, tandis que le pilote argentin Onofre Marimon fait ses débuts sur une Maserati Milano. On attendait également le Prince Bira et sa 4CLT-48 personnelle, mais le pilote thaïlandais a finalement renoncé.
- Talbot-Lago T26C

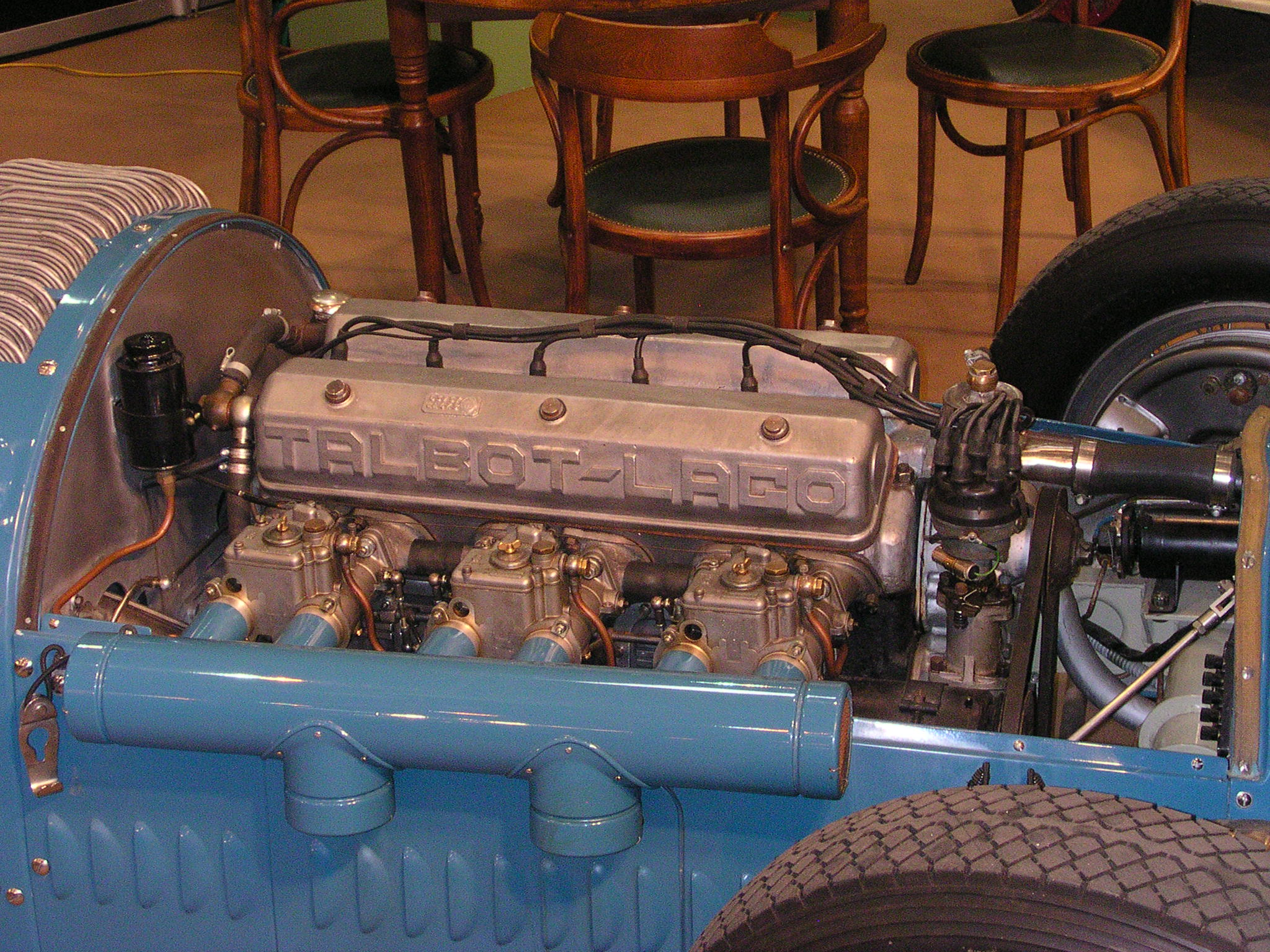
Le compartiment moteur de la Talbot-Lago T26C : un sobre 6-cylindres en ligne, 4,5 litres, environ 280 chevaux.

Bien qu'officiellement absente, Talbot est une nouvelle fois la marque la plus représentée, avec sept monoplaces engagées. Bien que largement dominées en puissance par les monoplaces italiennes, les T26C peuvent néanmoins espérer un résultat honorable sur cette longue épreuve, grâce à leur fiabilité et leur régularité. Parmi les mieux préparées, on trouve les deux monoplaces engagées par Louis Rosier, épaulé par le Monégasque Louis Chiron pour cette course.

## Coureurs inscrits
| no | Pilote                         | Écurie           | Constructeur  | Modèle                  | N° châssis | Moteur         | Pneumatiques |
| -- | ------------------------------ | ---------------- | ------------- | ----------------------- | ---------- | -------------- | ------------ |
| 2  | Nino Farina                    | Alfa Romeo SpA   | Alfa Romeo    | Alfa Romeo 159          | 116        | Alfa Romeo L8s | P            |
| 4  | Juan Manuel Fangio             | Alfa Romeo SpA   | Alfa Romeo    | Alfa Romeo 159          | 115        | Alfa Romeo L8s | P            |
| 6  | Consalvo Sanesi                | Alfa Romeo SpA   | Alfa Romeo    | Alfa Romeo 159          | 117        | Alfa Romeo L8s | P            |
| 8  | Luigi Fagioli                  | Alfa Romeo SpA   | Alfa Romeo    | Alfa Romeo 159          | 113        | Alfa Romeo L8s | P            |
| 10 | Luigi Villoresi                | Scuderia Ferrari | Ferrari       | Ferrari 375 F1          | 375/3      | Ferrari V12    | E            |
| 12 | Alberto Ascari                 | Scuderia Ferrari | Ferrari       | Ferrari 375 F1          | 375/4      | Ferrari V12    | E            |
| 14 | José Froilán González          | Scuderia Ferrari | Ferrari       | Ferrari 375 F1          | 375/5      | Ferrari V12    | E            |
| 16 | Piero Taruffi                  | Scuderia Ferrari | Ferrari       | Ferrari 375 F1          | 375/2      | Ferrari V12    | E            |
| 18 | Emmanuel de Graffenried        | Enrico Platé     | Maserati      | Maserati 4CLT-48        | 1601       | Maserati L4s   | P            |
| 20 | Harry Schell                   | Enrico Platé     | Maserati      | Maserati 4CLT-48        | 1598       | Maserati L4s   | P            |
| 22 | Prince Bira                    | Écurie Siam      | Maserati      | Maserati 4CLT-48        | 1607       | Maserati L4s   | P            |
| 24 | Peter Whitehead                | Privé            | Ferrari       | Ferrari 125             | 114        | Ferrari V12s   | D            |
| 26 | Reg Parnell Brian Shawe-Taylor | GA Vandervell    | Ferrari       | Ferrari 375 F1 Thinwall | 125-C-02   | Ferrari V12    | P            |
| 28 | Johnny Claes                   | Écurie Belge     | Talbot-Lago   | Talbot-Lago T26C-DA     | 110 052    | Talbot L6      | D            |
| 30 | Robert Manzon                  | Équipe Gordini   | Simca-Gordini | Simca-Gordini T15       | 14-GC      | Gordini L4s    | E            |
| 32 | Maurice Trintignant            | Équipe Gordini   | Simca-Gordini | Simca-Gordini T15       | 12-GC      | Gordini L4s    | E            |
| 34 | André Simon                    | Équipe Gordini   | Simca-Gordini | Simca-Gordini T15       | 11-GC      | Gordini L4s    | E            |
| 36 | Aldo Gordini                   | Équipe Gordini   | Simca-Gordini | Simca-Gordini T11       | 4-GC       | Gordini L4s    | E            |
| 38 | Philippe Étancelin             | Privé            | Talbot-Lago   | Talbot-Lago T26C-DA     | 110 054    | Talbot L6      | D            |
| 40 | Louis Rosier                   | Écurie Rosier    | Talbot-Lago   | Talbot-Lago T26C-DA     | 110 053    | Talbot L6      | D            |
| 42 | Louis Chiron                   | Écurie Rosier    | Talbot-Lago   | Talbot-Lago T26C        | 110 001    | Talbot L6      | D            |
| 44 | Eugène Chaboud                 | Privé            | Talbot-Lago   | Talbot-Lago T26C-GS     | 110 058    | Talbot L6      | D            |
| 46 | Yves Giraud Cabantous          | Privé            | Talbot-Lago   | Talbot-Lago T26C        | 110 009    | Talbot L6      | D            |
| 48 | Guy Mairesse                   | Écurie Belgique  | Talbot-Lago   | Talbot-Lago T26C        | 110 002    | Talbot L6      | D            |
| 50 | Onofre Marimon                 | Scuderia Milano  | Maserati      | Maserati Milano 4CLT-50 | 1612       | Maserati L4s   | P            |

## Qualifications
Les séances de qualifications se déroulent le vendredi et le samedi, sous une chaleur accablante. Alberto Ascari (Ferrari) se montre le plus rapide lors de la première journée d'essais, mais le lendemain les Alfa Romeo exploitent pleinement leur puissance supérieure, et Juan Manuel Fangio s'empare une nouvelle fois de la pole position avec un tour en 2 min 25 s 7 (à plus de 193 km/h de moyenne), près de deux secondes devant son coéquipier Giuseppe Farina. Ascari reste le plus rapide des pilotes Ferrari, troisième temps devant son coéquipier Luigi Villoresi. Quant aux Talbot, désormais largement surclassées par les monoplaces italiennes, elles sont emmenées par le vétéran Louis Chiron, le plus rapide des pilotes privés, qui décroche une place en troisième ligne, à dix-huit secondes tout de même du meilleur temps.

Arrivées tardivement le samedi, une heure et demie avant la fin de la dernière séance, les Simca-Gordini ont très peu tourné; à la surprise générale le débutant Aldo Gordini se révèle aussi rapide que les pilotes confirmés comme Maurice Trintignant. Rendant trois secondes au kilomètre aux Alfa Romeo et Ferrari, ces voitures ne peuvent espérer se mêler à la lutte pour les places d'honneur.
| Pos. | no | Pilote                  | Écurie        | Temps        | Écart    |
| ---- | -- | ----------------------- | ------------- | ------------ | -------- |
| 1    | 4  | Juan Manuel Fangio      | Alfa Romeo    | 2 min 25 s 7 |          |
| 2    | 2  | Giuseppe Farina         | Alfa Romeo    | 2 min 27 s 4 | + 1 s 7  |
| 3    | 12 | Alberto Ascari          | Ferrari       | 2 min 28 s 1 | + 2 s 4  |
| 4    | 10 | Luigi Villoresi         | Ferrari       | 2 min 28 s 5 | + 2 s 8  |
| 5    | 6  | Consalvo Sanesi         | Alfa Romeo    | 2 min 28 s 9 | + 3 s 2  |
| 6    | 14 | José Froilán González   | Ferrari       | 2 min 30 s 8 | + 5 s 1  |
| 7    | 8  | Luigi Fagioli           | Alfa Romeo    | 2 min 33 s 1 | + 7 s 4  |
| 8    | 42 | Louis Chiron            | Talbot-Lago   | 2 min 43 s 7 | + 18 s 0 |
| 9    | 26 | Reg Parnell             | Ferrari       | 2 min 44 s 0 | + 18 s 3 |
| 10   | 38 | Philippe Étancelin      | Talbot-Lago   | 2 min 44 s 8 | + 19 s 1 |
| 11   | 46 | Yves Giraud-Cabantous   | Talbot-Lago   | 2 min 45 s 7 | + 20 s 0 |
| 12   | 28 | Johnny Claes            | Talbot-Lago   | 2 min 46 s 6 | + 20 s 9 |
| 13   | 40 | Louis Rosier            | Talbot-Lago   | 2 min 48 s 0 | + 22 s 3 |
| 14   | 44 | Eugène Chaboud          | Talbot-Lago   | 2 min 49 s 6 | + 23 s 9 |
| 15   | 50 | Onofre Marimon          | Maserati      | 2 min 49 s 8 | + 24 s 1 |
| 16   | 18 | Emmanuel de Graffenried | Maserati      | 2 min 50 s 1 | + 24 s 4 |
| 17   | 36 | Aldo Gordini            | Simca-Gordini | 2 min 50 s 3 | + 24 s 6 |
| 18   | 32 | Maurice Trintignant     | Simca-Gordini | 2 min 50 s 3 | + 24 s 6 |
| 19   | 48 | Guy Mairesse            | Talbot-Lago   | 2 min 58 s 4 | + 32 s 7 |
| 20   | 24 | Peter Whitehead         | Ferrari       | Pas de temps | -        |
| 21   | 34 | André Simon             | Simca-Gordini | Pas de temps | -        |
| 22   | 20 | Harry Schell            | Maserati      | Pas de temps | -        |
| 23   | 30 | Robert Manzon           | Simca-Gordini | Pas de temps | -        |

## Grille de départ du Grand Prix

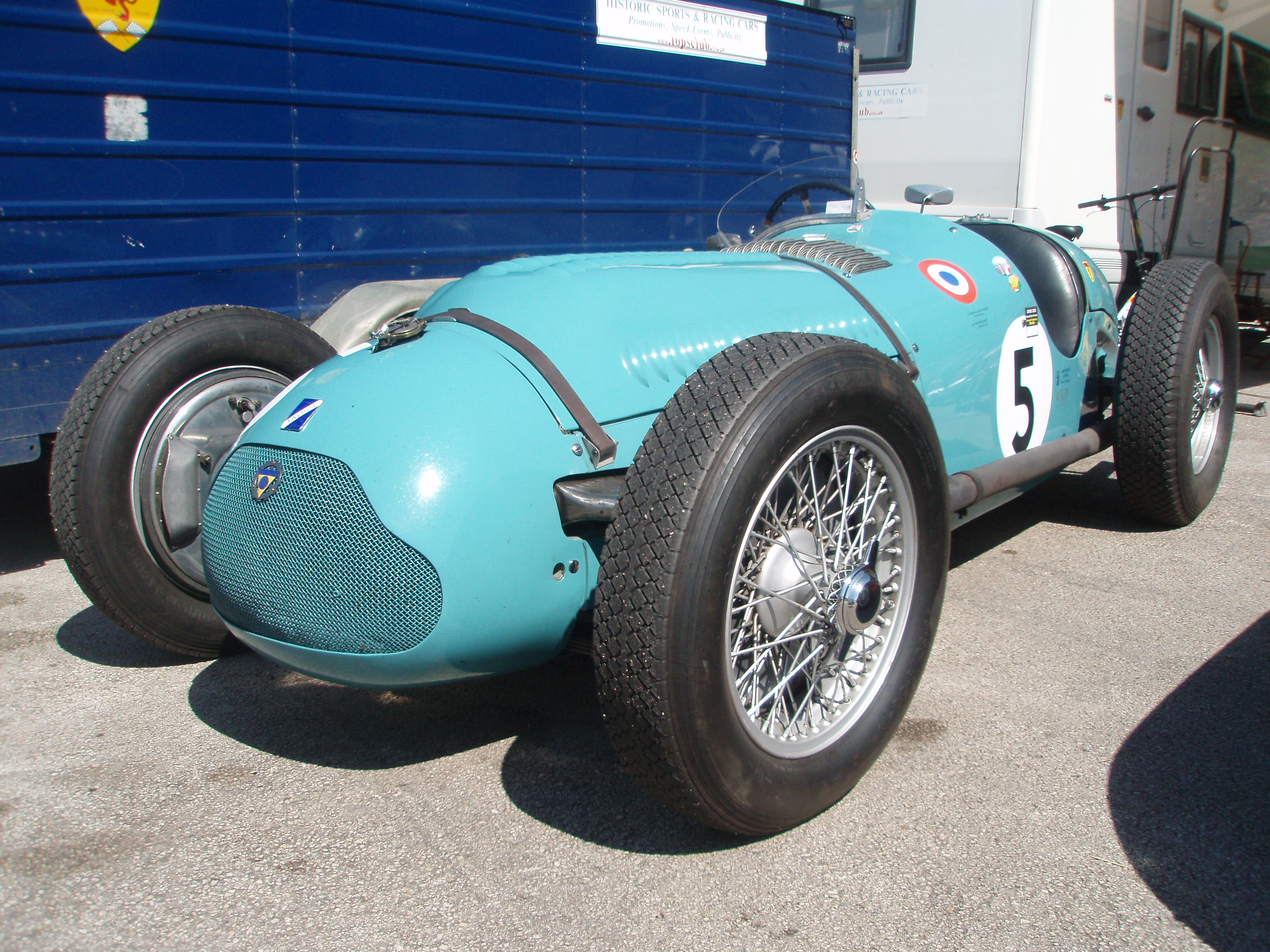
Une biplace au milieu des monoplaces : la Talbot-Lago T26C GS engagée par Eugène Chaboud, qui s'élancera de la sixième ligne.

| 1re ligne | Pos. 3                                 |                                    | Pos. 2                             |                                   | Pos. 1                             |
|           | Ascari Ferrari 2 min 28 s 1            |                                    | Farina Alfa Romeo 2 min 27 s 4     |                                   | Fangio Alfa Romeo 2 min 25 s 7     |
| 2e ligne  |                                        | Pos. 5                             |                                    | Pos. 4                            |                                    |
|           |                                        | Sanesi Alfa Romeo 2 min 28 s 9     |                                    | Villoresi Ferrari 2 min 28 s 5    |                                    |
| 3e ligne  | Pos. 8                                 |                                    | Pos. 7                             |                                   | Pos. 6                             |
|           | Chiron Talbot-Lago 2 min 43 s 7        |                                    | Fagioli Alfa Romeo 2 min 33 s 1    |                                   | González Ferrari 2 min 30 s 8      |
| 4e ligne  |                                        | Pos. 10                            |                                    | Pos. 9                            |                                    |
|           |                                        | Étancelin Talbot-Lago 2 min 44 s 8 |                                    | Parnell Ferrari 2 min 44 s 0      |                                    |
| 5e ligne  | Pos. 13                                |                                    | Pos. 12                            |                                   | Pos. 11                            |
|           | Rosier Talbot-Lago 2 min 48 s 0        |                                    | Claes Talbot-Lago 2 min 46 s 6     |                                   | Cabantous Talbot-Lago 2 min 45 s 7 |
| 6e ligne  |                                        | Pos. 15                            |                                    | Pos. 14                           |                                    |
|           |                                        | Marimon Maserati 2 min 49 s 8      |                                    | Chaboud Talbot-Lago 2 min 49 s 6  |                                    |
| 7e ligne  | Pos. 18                                |                                    | Pos. 17                            |                                   | Pos. 16                            |
|           | Trintignant Simca-Gordini 2 min 50 s 3 |                                    | Gordini Simca-Gordini 2 min 50 s 3 |                                   | Graffenried Maserati 2 min 50 s 1  |
| 8e ligne  |                                        | Pos. 20                            |                                    | Pos. 19                           |                                    |
|           |                                        | Whitehead Ferrari Pas de temps     |                                    | Mairesse Talbot-Lago 2 min 58 s 4 |                                    |
| 9e ligne  | Pos. 23                                |                                    | Pos. 22                            |                                   | Pos. 21                            |
|           | Manzon Simca-Gordini Pas de temps      |                                    | Schell Maserati Pas de temps       |                                   | Simon Simca-Gordini Pas de temps   |

## Déroulement de la course

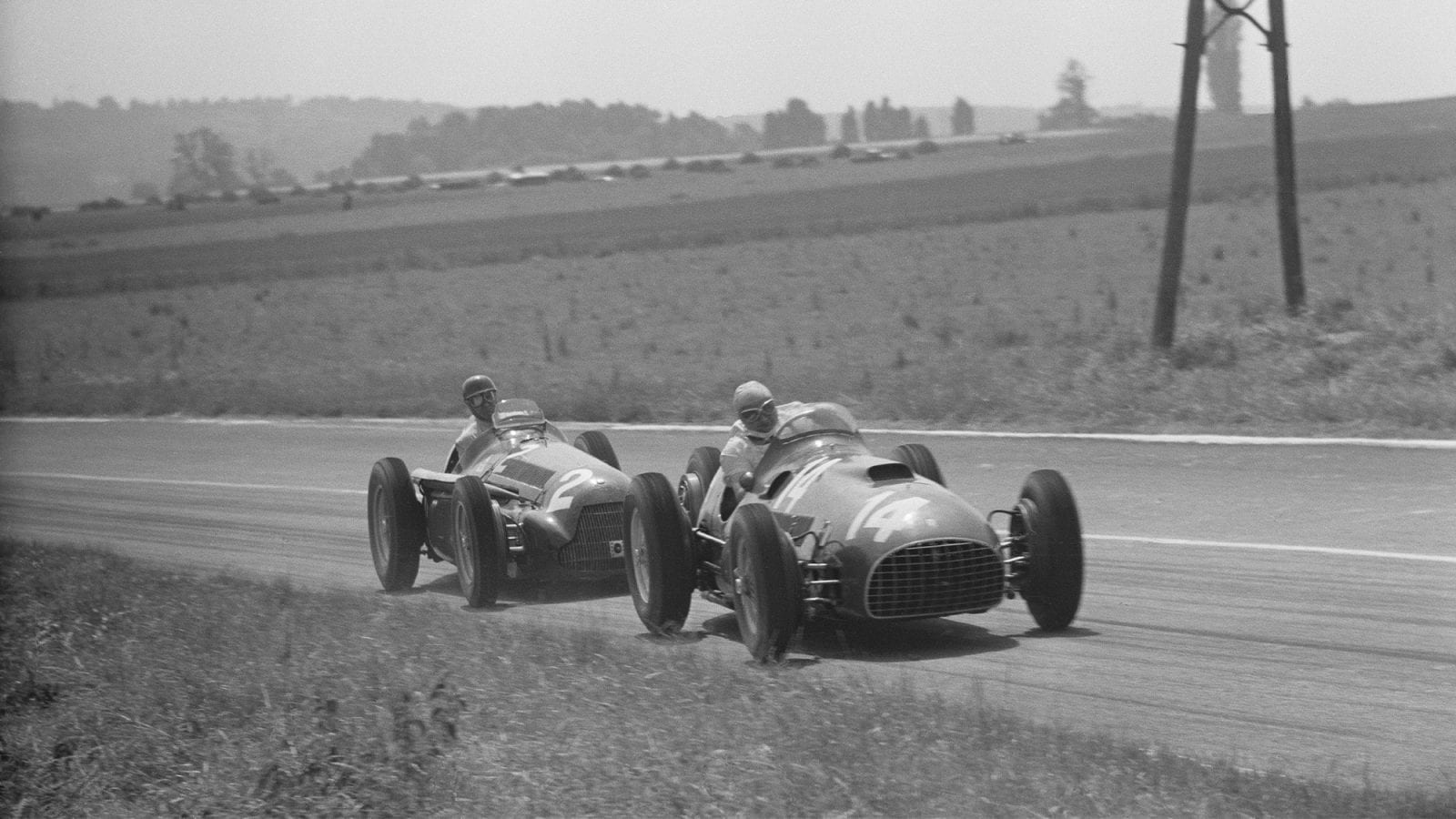
En début de course, la Ferrari de José Froilán González, 5e devant l'Alfa Romeo de Giuseppe Farina qui a manqué son départ.

Sur cette distance de plus de six cents kilomètres, les Alfa Romeo vont devoir ravitailler trois fois en carburant, contre une fois pour les Ferrari, tandis que les Talbot n'auront a priori pas à s'arrêter. 70 000 spectateurs assistent à la course, qui va être disputée par temps chaud et ensoleillé.
En pole position, Juan Manuel Fangio (Alfa Romeo) s'élance en tête devant les Ferrari d'Alberto Ascari et Luigi Villoresi, alors que Giuseppe Farina (qualifié en première ligne sur son Alfetta) a complètement manqué son envol, ayant trop fait cirer ses pneus. Au cours du premier tour, Ascari prend la tête et repasse devant les stands avec déjà plusieurs longueurs d'avance sur Fangio et Villoresi. Suivent Consalvo Sanesi (Alfa Romeo) et José Froilán González sur la troisième Ferrari, alors que Farina, sixième, a déjà regagné quelques places. Le champion du monde tourne à un rythme très élevé en ce début de course : il dépasse González et Sanesi (victime de problèmes de magnéto) au cours du quatrième tour, et recolle bientôt au groupe de tête, ayant battu à deux reprises le record du tour. Ascari est toujours en tête, mais va bientôt connaître des ennuis de freins, cédant la première place à Fangio au neuvième tour, alors que Farina prend le meilleur sur Villoresi pour le gain de la troisième place. Fangio ne va rester que quelques kilomètres en tête, handicapé par des problèmes d'allumage. Après un bref arrêt au stand, Ascari est reparti en cinquième position, mais abandonne au tour suivant, boîte de vitesses cassée. C'est donc Farina, auteur d'une fulgurante remontée, qui occupe la première place, avec déjà sept secondes d'avance sur Villoresi, et près de vingt sur Fangio dont le moteur ratatouille de plus en plus. Le pilote argentin doit bientôt effectuer un très long arrêt au stand, pour faire remplacer les magnétos. En tête, débarrassé de ses plus dangereux adversaires, le champion du monde continue sur un rythme effréné, améliorant encore cinq fois le record entre les onzième et dix-huitième passages. Son avance sur la meilleure Ferrari se monte maintenant à plus d'une minute, alors que le vétéran Luigi Fagioli, après un début de course prudent sur son Alfetta, occupe maintenant la troisième place, ayant doublé la Ferrari de González au seizième tour. Villoresi semble en difficulté, il se fait dépasser coup sur coup par Fagioli et González. Au tour suivant le pilote argentin, qui effectue sa première course pour Ferrari, s'empare de la seconde place. Le premier quart de la course est dépassé, et c'est Fagioli qui va être le premier à effectuer son ravitaillement.
Nous sommes au début du vingt-cinquième tour, et Fangio est toujours immobilisé pour problèmes d'allumage, après un second arrêt. Guidotti, le directeur sportif, ordonne alors à Fagioli de céder sa voiture au pilote argentin ; le plein effectué, Fangio repart en quatrième position, derrière les Ferrari de González et Villoresi, Farina caracolant loin devant. Son retard sur le leader est de plus de deux minutes et parait insurmontable, Fangio met néanmoins tout en œuvre pour réduire l'écart et, malgré une voiture gorgée de carburant, il est pratiquement dans le rythme du record du tour. Farina effectue son premier ravitaillement après vingt-sept tours, il a toujours une confortable avance sur González et Villoresi lorsqu'il repart de son stand. La remontée de Fangio est ahurissante : n'hésitant pas à utiliser plus que la largeur de la piste, il réduit rapidement son écart sur les Ferrari; au trente-deuxième passage, il bat le record du tour à plus de 190 km/h, et deux boucles plus tard il a débordé Villoresi.

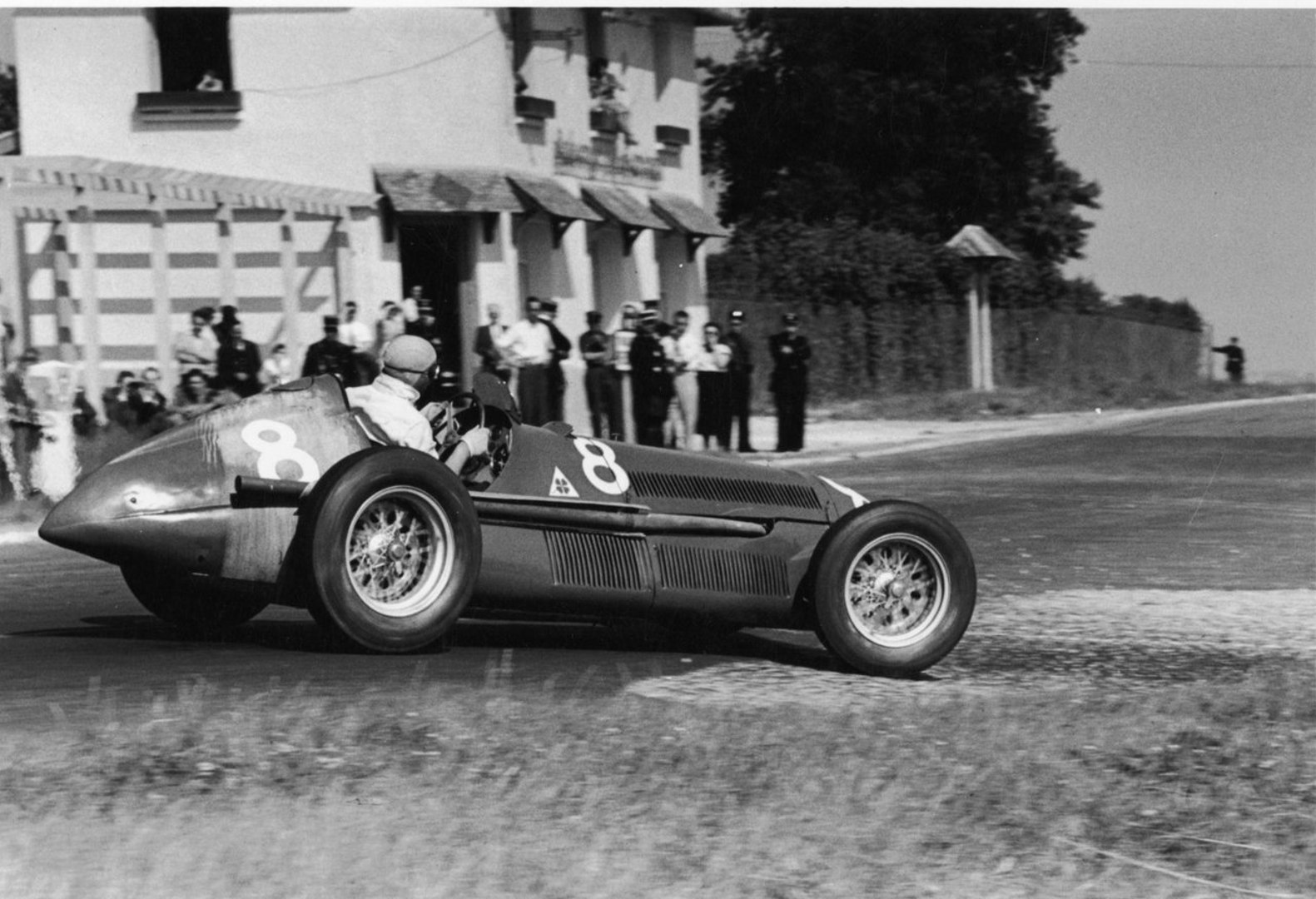
Auteur d'une spectaculaire remontée après avoir repris le volant de l'Alfa Romeo de son coéquipier Fagioli, Fangio fonce vers la victoire.

Au début du trente-cinquième tour, González ravitaille, mais malgré son remarquable début de course doit laisser le volant à Ascari. Entre-temps, Fangio est passé, il est désormais second à environ une minute et demie de son coéquipier Farina. Villoresi, quatrième, effectue son arrêt peu après ; il a considérablement ralenti son allure, sa Ferrari dégageant d'inquiétantes fumées blanches. Peu après la mi-course, Fangio a encore réduit l'écart sur son coéquipier Farina, lui reprenant deux secondes au tour. Les deux pilotes Alfa Romeo effectuent leur second ravitaillement peu après, les pneus arrière sont également remplacés, Ascari profite de l'arrêt de Fangio pour le gain de la seconde place. Farina est toujours en tête, mais au tour suivant il doit à nouveau s'arrêter, pneu avant gauche éclaté. C'est alors qu'il compromet toute chance de victoire : énervé par l'incident, il dépasse son stand. Le règlement l'oblige à pousser sa voiture en arrière, et lorsque l'on procède enfin au remplacement de la roue trois minutes ont été perdues.
La course se joue maintenant entre Ascari, désormais premier, et Fangio. Ce dernier est nettement plus rapide, mais il doit encore prévoir un troisième ravitaillement. Troisième et quatrième, Farina et Villoresi sont bien trop attardés pour la lutte en tête. Fangio comble rapidement son retard sur Ascari, et profite d'un bref arrêt de ce dernier (réglage des freins) pour prendre le commandement de la course. Son rythme est toujours très élevé, en dix tours il porte son avance à plus d'une minute, avance suffisante pour effectuer son dernier ravitaillement en toute quiétude. Ascari ne peut plus espérer le rejoindre et assure sa seconde place, tandis que Farina connaît à son tour des problèmes d'allumage et se fait successivement dépasser par Villoresi et Parnell en fin de course. Auteur d'une course ayant tenu en haleine et enthousiasmé le public rémois, Fangio emporte une victoire inespérée au volant de la voiture de Fagioli, au terme d'une époustouflante course poursuite. Il reprend à cette occasion la tête du championnat du monde, avec un point d'avance sur son coéquipier Farina, seulement cinquième de la course à la suite de sa crevaison et de ses ennuis d'allumage. Pour Luigi Fagioli (finalement reparti sur la voiture de Fangio avec un retard de plus de vingt tours), cette victoire partagée est la première en championnat. Toutefois, vexé d'avoir dû céder sa voiture et réduit au rôle de faire-valoir, le vétéran italien quittera aussitôt l'équipe, et n'apparaîtra plus en Formule 1.

### Classements intermédiaires
Classements intermédiaires des monoplaces aux premier, cinquième, dixième, vingtième, quarantième, cinquantième et soixantième tours,.

### Classement de la course

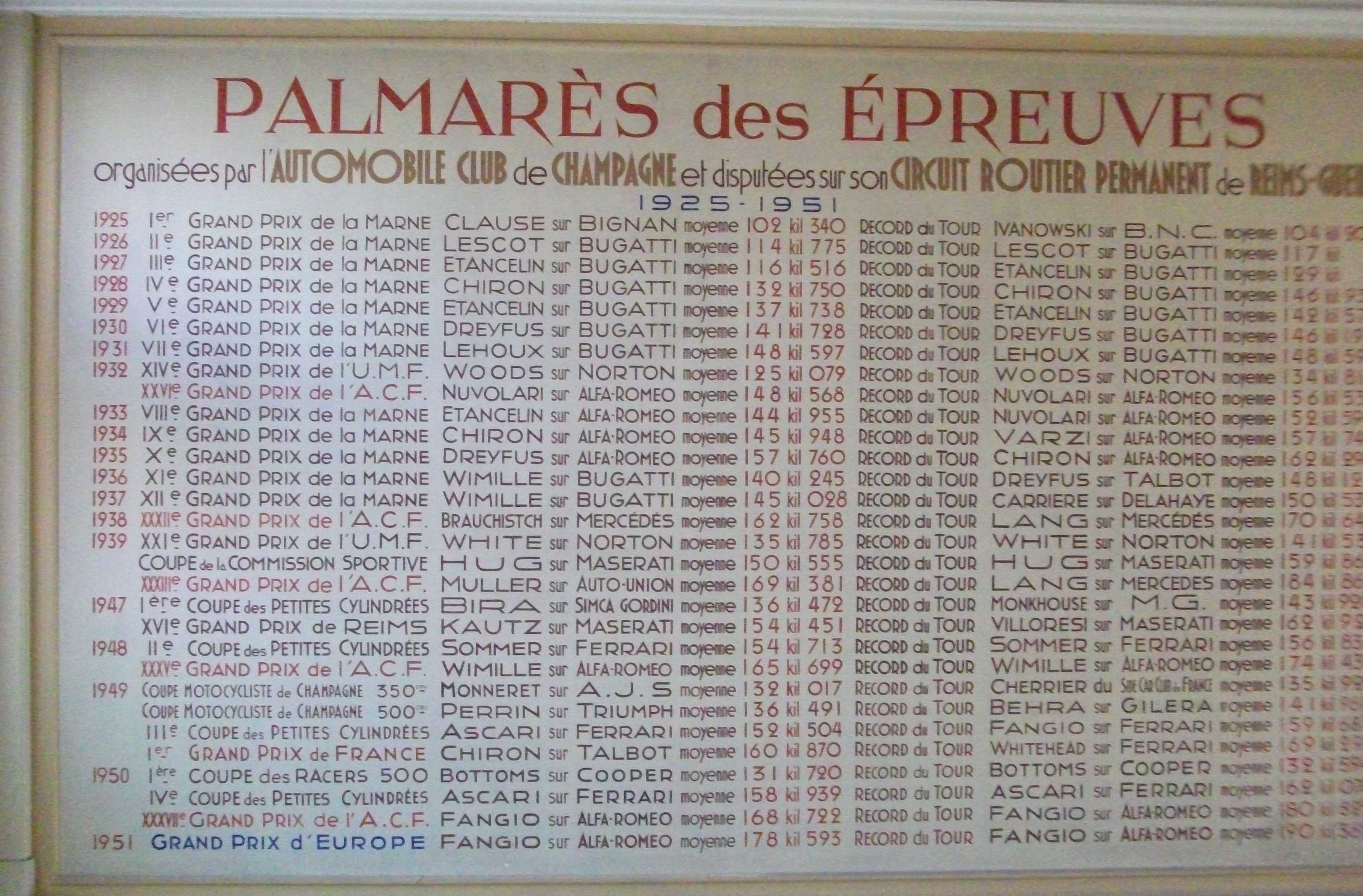
Pour la deuxième année consécutive, Fangio ajoute son nom au palmarès de ce Grand Prix. Covainqueur, Fagioli est ignoré.

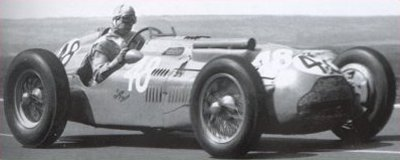
Guy Mairesse sur Talbot-Lago termine neuvième de l'épreuve.

| Pos  | No | Pilote                               | Écurie          | Tours | Temps/Abandon                  | Grille | Points |
| ---- | -- | ------------------------------------ | --------------- | ----- | ------------------------------ | ------ | ------ |
| 1    | 8  | Luigi Fagioli Juan Manuel Fangio     | Alfa Romeo      | 77    | 3 h 22 min 11 s 0              | 7      | 4 5    |
| 2    | 14 | José Froilán González Alberto Ascari | Ferrari         | 77    | 3 h 23 min 09 s 2 (+ 58 s 2)   | 6      | 3      |
| 3    | 10 | Luigi Villoresi                      | Ferrari         | 74    | 3 h 23 min 28 s 5 (+ 3 tours)  | 4      | 4      |
| 4    | 26 | Reg Parnell                          | Ferrari         | 73    | 3 h 22 min 48 s 5 (+ 4 tours)  | 9      | 3      |
| 5    | 2  | Nino Farina                          | Alfa Romeo      | 73    | 3 h 23 min 51 s 5 (+ 4 tours)  | 2      | 2      |
| 6    | 42 | Louis Chiron                         | Talbot-Lago     | 71    | 3 h 23 min 29 s 0 (+ 6 tours)  | 8      |        |
| 7    | 46 | Yves Giraud-Cabantous                | Talbot-Lago     | 71    | 3 h 24 min 48 s 2 (+ 6 tours)  | 11     |        |
| 8    | 44 | Eugène Chaboud                       | Talbot-Lago     | 69    | 3 h 22 min 19 s 6 (+ 8 tours)  | 14     |        |
| 9    | 48 | Guy Mairesse                         | Talbot-Lago     | 66    | 3 h 24 min 58 s 9 (+ 11 tours) | 19     |        |
| 10   | 6  | Consalvo Sanesi                      | Alfa Romeo      | 58    | 3 h 22 min 30 s 0 (+ 19 tours) | 5      |        |
| 11   | 4  | Juan Manuel Fangio Luigi Fagioli     | Alfa Romeo      | 55    | 3 h 22 min 29 s 3 (+ 22 tours) | 1      |        |
| Abd. | 28 | Johnny Claes                         | Talbot-Lago     | 54    | Accident                       | 12     |        |
| Abd. | 40 | Louis Rosier                         | Talbot-Lago     | 43    | Transmission                   | 13     |        |
| Abd. | 38 | Philippe Étancelin                   | Talbot-Lago     | 37    | Moteur                         | 10     |        |
| Abd. | 36 | Aldo Gordini                         | Simca-Gordini   | 27    | Moteur                         | 17     |        |
| Abd. | 20 | Harry Schell                         | Maserati        | 23    | Surchauffe moteur              | 22     |        |
| Abd. | 32 | Maurice Trintignant                  | Simca-Gordini   | 11    | Moteur                         | 18     |        |
| Abd. | 12 | Alberto Ascari                       | Ferrari         | 10    | Boîte de vitesses              | 3      |        |
| Abd. | 34 | André Simon                          | Simca-Gordini   | 7     | Moteur                         | 21     |        |
| Abd. | 30 | Robert Manzon                        | Simca-Gordini   | 3     | Moteur                         | 23     |        |
| Abd. | 50 | Onofre Marimon                       | Maserati-Milano | 2     | Moteur                         | 15     |        |
| Abd. | 18 | Toulo de Graffenried                 | Maserati        | 1     | Transmission                   | 16     |        |
| Abd. | 24 | Peter Whitehead                      | Ferrari         | 1     | Moteur                         | 20     |        |

Légende:
- Abd.=Abandon

### Pole position et record du tour
- Pole position :  Juan Manuel Fangio en 2 min 25 s 7 (vitesse moyenne : 193,120 km/h). Temps réalisé lors de la seconde journée d'essais[3].
- Meilleur tour en course :  Juan Manuel Fangio en 2 min 27 s 8 (vitesse moyenne : 190,376 km/h) au trente-deuxième tour.

#### Évolution du record du tour en course
Le record du tour fut amélioré dix fois au cours de l'épreuve, révélant l'intensité de la lutte en tête entre Fangio, Ascari et Farina.

### Tours en tête
- Alberto Ascari : 14 tours (1-8 / 45-50)
- Juan Manuel Fangio : 28 tours (9 / 51-77)
- Giuseppe Farina : 35 tours (10-44)

## Classement général à l'issue de la course
| Pos. | Pilote                  | Écurie       | Points | SUI | 500 | BEL | FRA | GBR | ALL | ITA | ESP |
| ---- | ----------------------- | ------------ | ------ | --- | --- | --- | --- | --- | --- | --- | --- |
| 1    | Juan Manuel Fangio      | Alfa Romeo   | 15     | 9*  | -   | 1*  | 5*  |     |     |     |     |
| 2    | Giuseppe Farina         | Alfa Romeo   | 14     | 4   | -   | 8   | 2   |     |     |     |     |
| 3    | Lee Wallard             | Kurtis Kraft | 9      | -   | 9*  | -   | -   |     |     |     |     |
|      | Alberto Ascari          | Ferrari      | 9      | -   | -   | 6   | 3   |     |     |     |     |
| 5    | Luigi Villoresi         | Ferrari      | 8      | -   | -   | 4   | 4   |     |     |     |     |
| 6    | Piero Taruffi           | Ferrari      | 6      | 6   | -   | -   | -   |     |     |     |     |
|      | Mike Nazaruk            | Kurtis Kraft | 6      | -   | 6   | -   | -   |     |     |     |     |
| 8    | Luigi Fagioli           | Alfa Romeo   | 4      | -   | -   | -   | 4   |     |     |     |     |
| 9    | José Froilán González   | Ferrari      | 3      | -   | -   | -   | 3   |     |     |     |     |
|      | Consalvo Sanesi         | Alfa Romeo   | 3      | 3   | -   | -   | -   |     |     |     |     |
|      | Andy Linden             | Sherman      | 3      | -   | 3   | -   | -   |     |     |     |     |
|      | Louis Rosier            | Talbot-Lago  | 3      | -   | -   | 3   | -   |     |     |     |     |
|      | Reg Parnell             | Ferrari      | 3      | -   | -   | -   | 3   |     |     |     |     |
| 14   | Jack McGrath            | Kurtis Kraft | 2      | -   | 2   | -   | -   |     |     |     |     |
|      | Manny Ayulo             | Kurtis Kraft | 2      | -   | 2   | -   | -   |     |     |     |     |
|      | Emmanuel de Graffenried | Alfa Romeo   | 2      | 2   | -   | -   | -   |     |     |     |     |
|      | Bobby Ball              | Schroeder    | 2      | -   | 2   | -   | -   |     |     |     |     |
|      | Yves Giraud-Cabantous   | Talbot-Lago  | 2      | -   | -   | 2   | -   |     |     |     |     |

- attribution des points : 8, 6, 4, 3, 2 respectivement aux cinq premiers de chaque épreuve et 1 point supplémentaire pour le pilote ayant accompli le meilleur tour en course (signalé par un astérisque)
- Le règlement permet aux pilotes de se relayer sur une même voiture, les points éventuellement acquis étant alors partagés. Jack McGrath et Manny Ayulo marquent chacun deux points pour leur troisième place à Indianapolis, Luigi Fagioli et Juan Manuel Fangio marquent chacun quatre points pour leur victoire en France, José Froilán González et Alberto Ascari marquent chacun trois points pour leur seconde place en France.

## À noter
- 1re victoire et dernière participation en championnat du monde pour Luigi Fagioli.
- 5e victoire en championnat du monde pour Juan Manuel Fangio.
- 4e hat trick en championnat du monde pour Juan Manuel Fangio.
- 9e victoire en championnat du monde pour Alfa Romeo en tant que constructeur.
- 9e victoire en championnat du monde pour Alfa Romeo en tant que motoriste.
- Voitures copilotées :
  - no 8 : Luigi Fagioli (24 tours) et Juan Manuel Fangio (53 tours). Ils se partagent les huit points de la victoire, Fangio inscrivant également un point pour son record du tour en course établi sur cette voiture.
  - no 14 : José Froilán González (34 tours) et Alberto Ascari (43 tours). Ils se partagent les six points de la 2e place.
  - no 24 : Juan Manuel Fangio (15 tours) et Luigi Fagioli (40 tours).